# Saint-Nazaire-le-Désert
Pour les articles homonymes, voir Saint-Nazaire (homonymie).
Saint-Nazaire-le-Désert est une commune française située dans le département de la Drôme en région Auvergne-Rhône-Alpes.

## Géographie

### Localisation
Rattachée à la communauté de communes du Diois, la commune de Saint-Nazaire-le-Désert est situé à 20 km au nord-ouest de La Motte-Chalancon.

### Hydrographie
Le village est traversé par la Roanne, ainsi que par l'un de ses affluents, la Brette.

### Climat
Pour des articles plus généraux, voir Climat d'Auvergne-Rhône-Alpes et Climat de la Drôme.
En 2010, le climat de la commune est de type climat méditerranéen altéré, selon une étude du Centre national de la recherche scientifique s'appuyant sur une série de données couvrant la période 1971-2000. En 2020, Météo-France publie une typologie des climats de la France métropolitaine dans laquelle la commune est exposée à un climat de montagne ou de marges de montagne et est dans la région climatique  Alpes du sud, caractérisée par une pluviométrie annuelle de 850 à 1 000 mm, minimale en été. 
Pour la période 1971-2000, la température annuelle moyenne est de 11,9 °C, avec une amplitude thermique annuelle de 17,2 °C. Le cumul annuel moyen de précipitations est de 949 mm, avec 8,1 jours de précipitations en janvier et 5,1 jours en juillet. Pour la période 1991-2020, la température moyenne annuelle observée sur la station météorologique installée sur la commune est de 10,5 °C et le cumul annuel moyen de précipitations est de 1 011,8 mm,. Pour l'avenir, les paramètres climatiques de la commune estimés pour 2050 selon différents scénarios d'émission de gaz à effet de serre sont consultables sur un site dédié publié par Météo-France en novembre 2022.
| Mois                                  | jan.             | fév.            | mars           | avril         | mai           | juin          | jui.          | août          | sep.          | oct.            | nov.           | déc.            | année      |
| ------------------------------------- | ---------------- | --------------- | -------------- | ------------- | ------------- | ------------- | ------------- | ------------- | ------------- | --------------- | -------------- | --------------- | ---------- |
| Température minimale moyenne (°C)     | −2,4             | −2,6            | −0,2           | 2,8           | 6,6           | 9,8           | 11,6          | 11,4          | 8,3           | 5,6             | 1,4            | −1,7            | 4,2        |
| Température moyenne (°C)              | 2,4              | 3               | 6,2            | 9,3           | 13,4          | 17,2          | 19,5          | 19,3          | 15,1          | 11,4            | 6,3            | 2,8             | 10,5       |
| Température maximale moyenne (°C)     | 7,1              | 8,6             | 12,6           | 15,9          | 20,2          | 24,5          | 27,4          | 27,1          | 22            | 17,3            | 11,2           | 7,3             | 16,8       |
| Record de froid (°C) date du record   | −16,2 05.01.1995 | −18,8 05.02.12  | −15,2 02.03.05 | −8,6 08.04.21 | −2,8 07.05.19 | 0 04.06.01    | 2,8 17.07.00  | 2 31.08.1995  | −1,3 18.09.01 | −7,1 31.10.1997 | −12,3 18.11.07 | −16,8 30.12.05  | −18,8 2012 |
| Record de chaleur (°C) date du record | 18,2 06.01.1999  | 22,2 20.02.1998 | 24,5 23.03.01  | 27,3 30.04.05 | 34,7 22.05.22 | 37,4 27.06.19 | 37,2 31.07.20 | 38,4 06.08.03 | 31,6 02.09.05 | 27,4 07.10.09   | 22,8 02.11.20  | 17,7 25.12.1997 | 38,4 2003  |
| Précipitations (mm)                   | 81,4             | 55,6            | 64,2           | 93,7          | 94,6          | 59,4          | 54,3          | 60            | 105,2         | 120,3           | 140,1          | 83              | 1 011,8    |

### Voies de communication et transports
Le territoire de la commune est traversé par plusieurs routes départementales dont la RD135, la RD202, la RD271 et la RD627.
Le Col du Portail situé dans le périmètre de la commune permet de relier par la route la haute vallée de la Roanne à la vallée de l'Oule.

## Urbanisme

### Typologie
Au 1er janvier 2024, Saint-Nazaire-le-Désert est catégorisée commune rurale à habitat très dispersé, selon la nouvelle grille communale de densité à 7 niveaux définie par l'Insee en 2022.
Elle est située hors unité urbaine et hors attraction des villes,.

### Occupation des sols
L'occupation des sols de la commune, telle qu'elle ressort de la base de données européenne d’occupation biophysique des sols Corine Land Cover (CLC), est marquée par l'importance des forêts et milieux semi-naturels (72,7 % en 2018), en diminution par rapport à 1990 (77,6 %). La répartition détaillée en 2018 est la suivante : 
forêts (59,2 %), zones agricoles hétérogènes (24,2 %), milieux à végétation arbustive et/ou herbacée (13,6 %), terres arables (1,7 %), prairies (1,4 %). L'évolution de l’occupation des sols de la commune et de ses infrastructures peut être observée sur les différentes représentations cartographiques du territoire : la carte de Cassini (XVIIIe siècle), la carte d'état-major (1820-1866) et les cartes ou photos aériennes de l'IGN pour la période actuelle (1950 à aujourd'hui).

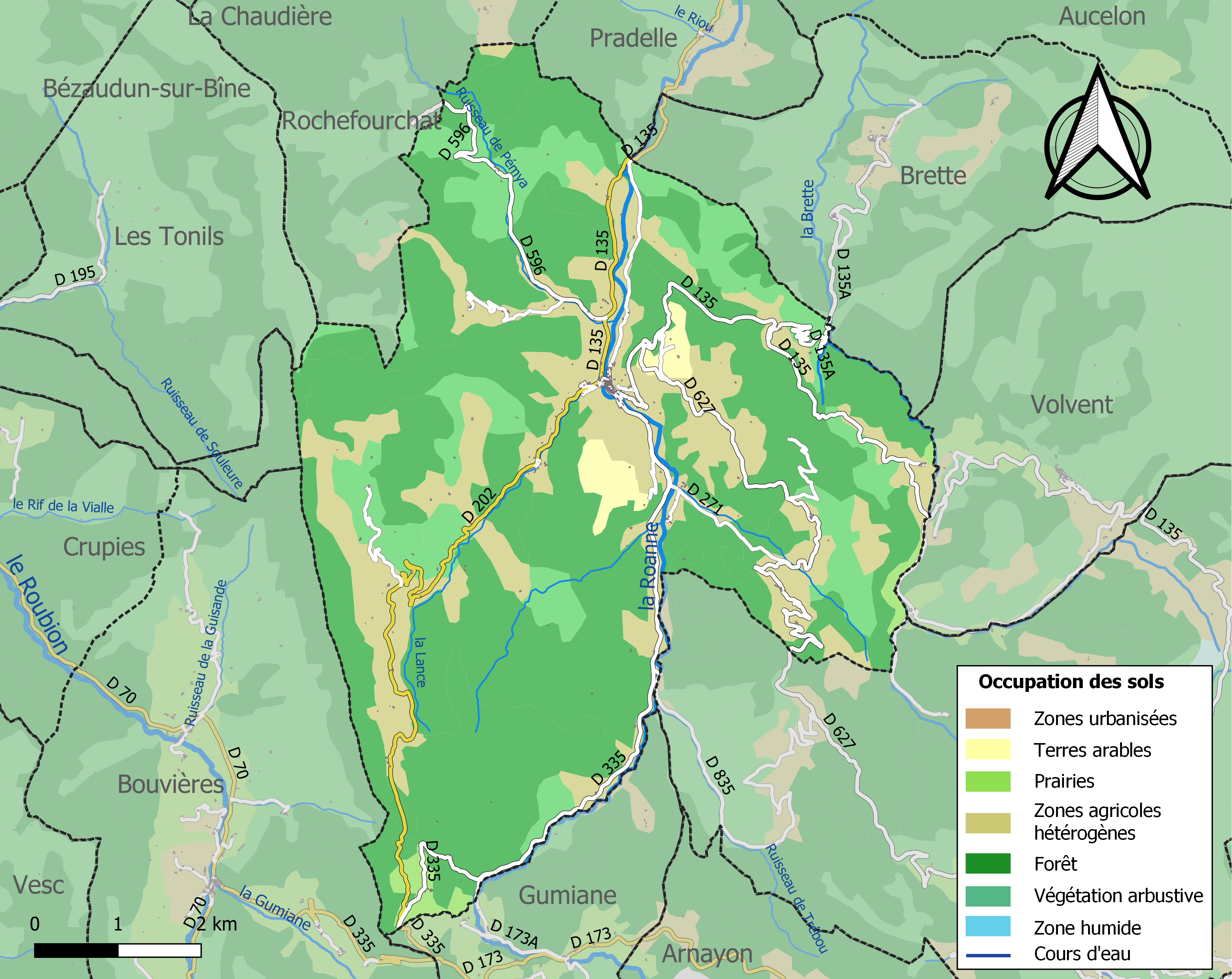
Carte des infrastructures et de l'occupation des sols de la commune en 2018 (CLC).

### Morphologie urbaine

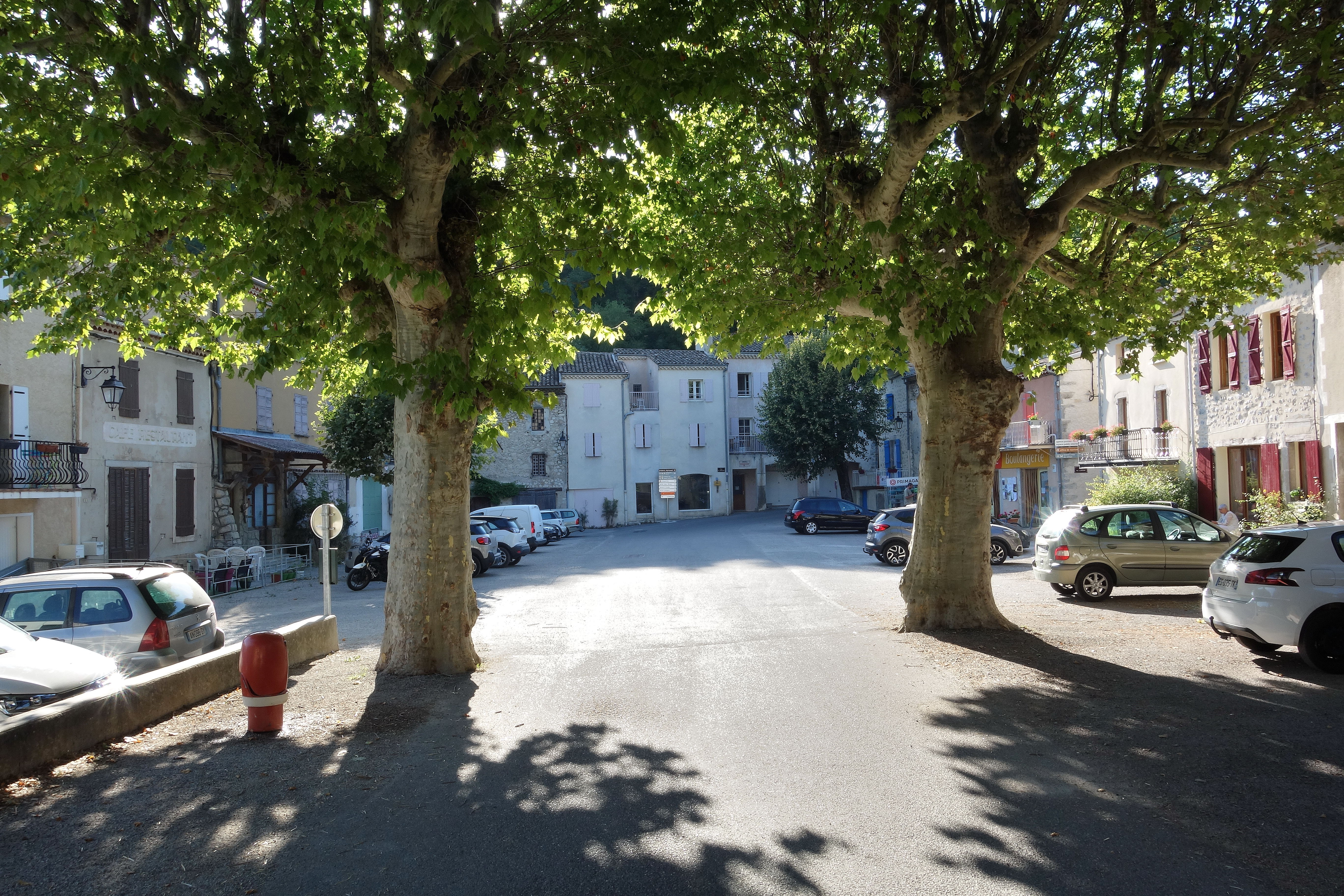
Place du village de Saint-Nazaire-le-Désert.

#### Hameaux et lieux-dits
En 1891, le quartier l'Adret-de-Préneuf est attesté. Il était mentionné Ladrest au XVIIe siècle (parcellaire).

## Toponymie

### Attestations
Dictionnaire topographique du département de la Drôme :
- XIVe siècle : mention de la paroisse : capella Sancti Nazarii in archipresbyteratu Dezerti (pouillé de Die).
- 1415 : Sainct Nazere (rôle de décimes).
- 1450 : mention de la paroisse quelquefois appelée paroisse de Montanègre : parrochia de Monteneges (Rev. de l'évêché de Die).
- 1509 : mention de l'église paroissiale Saint-Nazaire-et-Saint-Celse : ecclesia parrochialis Sanctorum Nazarii et Celsi in Deserto (visites épiscopales).
- 1529 : Sant Nazari (archives hosp. de Crest).
- 1576 : mention du prieuré : le prioré de Sainct Nazere (rôle de décimes).
- 1620 : locus Sancti Nazarii in Deserto (registre paroissial de Saou).
- 1740 : Saint Nazaire le Deser (Combe, notaire à Saint-Martin-en-Vercors).
- 1891 : Saint-Nazaire-le-Désert, commune du canton de La Motte-Chalancon.

## Histoire

### Préhistoire
Néolithique
Vers 6 000 ans avant notre ère : les pasteurs du Cardial sont connus à Arnayon[réf. nécessaire].
Vers 4 000 ans : les Chasséens ont laissé d'abondantes traces de leurs activités dans les grottes des Sadoux, de Reychas et du Trou-Arnaud dont les porches servirent d'habitat, de bergerie ou de lieu d'offrande.

Ces premiers agriculteurs cultivent des pois et diverses variétés de blé. Ils élèvent des moutons, des chèvres et chassent le chamois et le cerf. Plusieurs haches en pierre polie, trouvées à Brette, à Chalancon, à Volvent, remontent à cette même époque néolithique[réf. nécessaire].
Âges des Métaux
- Des sépultures chalcolithiques ont été découvertes au Trou-Arnaud[réf. nécessaire].
- Des poteries campaniformes et du bronze final ont été découvertes à Reychas[réf. nécessaire].
- Des vases contenant des grains de blé grillés (âge des Métaux)[13].

### Protohistoire
Période celtique : un fer de javelot a été découvert à Gumiane[réf. nécessaire].

### Antiquité: les Gallo-romains
La région de la Roanne, à l'écart des voies de circulation, présentait peu de terroirs plats développés et se prêtait mal à la mise en valeur intensive que connurent les autres vallées dioises. Cependant la présence de fragments de tuiles à rebords dans pratiquement toutes les communes, montre une occupation effective mais dispersée. Les découvertes significatives restent rares[réf. nécessaire].
L'unique site de villa est aujourd'hui localisé au quartier des Gros d'Aucelon : débris de tegulae et de céramique commune grise et de sigillée[réf. nécessaire].

Une monnaie du IIIe siècle de notre ère a été retrouvée à la Haute Gumiane[réf. nécessaire].

### Du Moyen Âge à la Révolution
La seigneurie :
- Au point de vue féodal, la paroisse de Saint-Nazaire-le-Désert formait la terre de Montanègre (voir ce nom)[12].
- XIIe siècle : fief des évêques de Die[13].

Avant 1790, Saint-Nazaire-le-Désert était une communauté de l'élection de Montélimar, de la subdélégation de Crest et du bailliage de Die.

Elle formait une paroisse du diocèse de Die, appelée quelquefois paroisse de Montanègre, et dont l'église, dédiée à saint Nazaire et à saint Celse, était celle d'un prieuré de l'ordre de Saint-Benoît (filiation d'Aurillac), auquel étaient unis, dès 1650, les prieurés de Guisans, le Merlet et le Petit-Paris, et dont le titulaire était collateur et décimateur dans ces quatre paroisses.

#### Montanègre
Dictionnaire topographique du département de la Drôme :
- 1231 : Desertus vocatus Montanegre (Gall. christ., XVI, 208).
- 1450 : Monte Neges (Rev. de l'évêché de Die).
- XVIIe siècle : la tour de Montanègues (parcellaire).
- 1788 : le marquisat de Montanègue (Alman. du Dauphiné).
- 1891 : Montanègre ou Montanègue, montagne et château ruiné de la commune de Saint-Nazaire-le-Désert.

La seigneurie :
- Au point de vue féodal, la terre relève en fief des évêques de Die.
- 1298 : une partie de la terre est acquise par les Sahune
  - 1336 : cette part est donnée aux dauphins.
  - Peu de temps après : elle est recouvrée par les Sahune.
  - Cette part passe aux Brotin.
  - Elle passe (par mariage) chez les Eurre.
- Début XVIIe siècle : les Eurre, ayant acquis et joint à cette terre celles de Guisans, de Gumiane, de Paris et du Merlet, se qualifièrent marquis de Montanègue bien qu'il n'y ait jamais eu d'érection en marquisat.
- Vers 1750 : la terre passe aux Verdeilhan des Fourniels, derniers seigneurs.

### De la Révolution à nos jours
En 1790, Saint-Nazaire-le-Désert devient le chef-lieu d'un canton du district de Die, comprenant les municipalités d'Aucelon, Bouvières, Brette, Chaudebonne, Gumiane, le Petit-Paris, Pradelles, Rochefourchat, Saint-Nazaire-le-Désert et Volvent. La réorganisation de l'an VIII (1799-1800) en fait une simple commune du canton de la Motte-Chalancon.

## Politique et administration

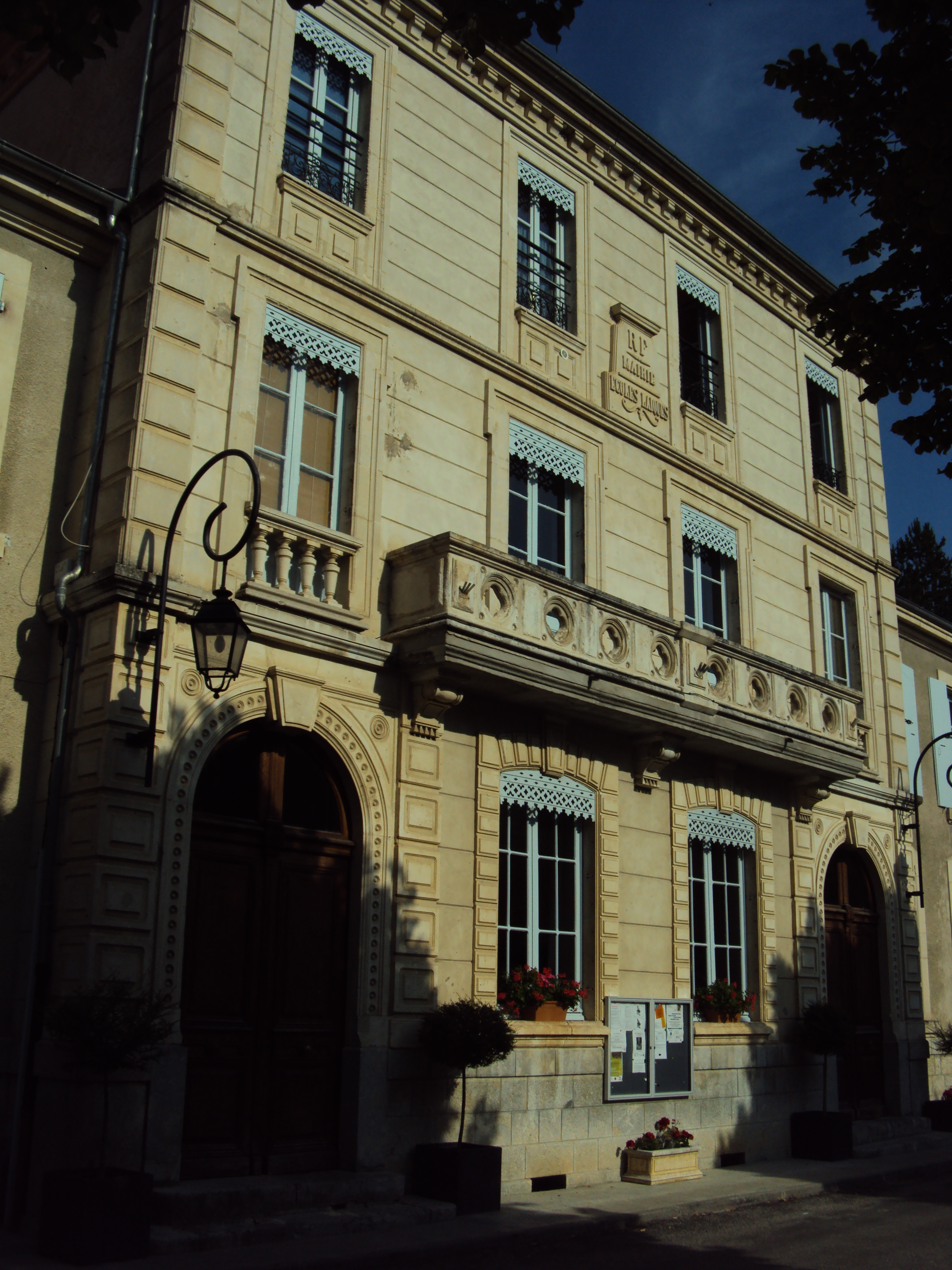
Mairie-école de Saint-Nazaire-le-Désert.

### Liste des maires
| Période                                  | Période                        | Identité                              | Étiquette | Qualité                                                                                    |
| ---------------------------------------- | ------------------------------ | ------------------------------------- | --------- | ------------------------------------------------------------------------------------------ |
| Les données manquantes sont à compléter. |                                |                                       |           |                                                                                            |
| 1871                                     |                                | ?                                     |           |                                                                                            |
| 1874                                     |                                | ?                                     |           |                                                                                            |
| 1878                                     |                                | ?                                     |           |                                                                                            |
| 1884                                     |                                | ?                                     |           |                                                                                            |
| 1888                                     |                                | ?                                     |           |                                                                                            |
| 1892                                     |                                | ?                                     |           |                                                                                            |
| 1896                                     |                                | ?                                     |           |                                                                                            |
| ?                                        | (1900) (décès)                 | Joseph Aubert                         |           | notaire                                                                                    |
| 1900                                     |                                | Albert Aubert (fils du précédent)     |           | notaire conseiller d'arrondissement (Canton de La Motte-Chalancon) puis Conseiller général |
| 1904                                     |                                | ?                                     |           |                                                                                            |
| 1908                                     |                                | ?                                     |           |                                                                                            |
| 1912                                     |                                | ?                                     |           |                                                                                            |
| 1919                                     |                                | ?                                     |           |                                                                                            |
| 1925                                     |                                | ?                                     |           |                                                                                            |
| 1929                                     |                                | ?                                     |           |                                                                                            |
| 1935                                     |                                | ?                                     |           |                                                                                            |
| 1945                                     |                                | ?                                     |           |                                                                                            |
| 1947                                     |                                | ?                                     |           |                                                                                            |
| 1953                                     |                                | ?                                     |           |                                                                                            |
| 1959                                     |                                | ?                                     |           |                                                                                            |
| 1965                                     |                                | ?                                     |           |                                                                                            |
| 1971                                     |                                | ?                                     |           |                                                                                            |
| 1977                                     |                                | ?                                     |           |                                                                                            |
| 1983                                     |                                | ?                                     |           |                                                                                            |
| 1989                                     | 2008                           | Claude Brès                           | DVD       | conseiller général                                                                         |
| 2008                                     | En cours (au 26 novembre 2020) | Daniel Fernandez[source insuffisante] | DVD       | Retraité Réélu pour le mandat 2020-2026                                                    |

## Population et société

### Démographie
L'évolution du nombre d'habitants est connue à travers les recensements de la population effectués dans la commune depuis 1793. Pour les communes de moins de 10 000 habitants, une enquête de recensement portant sur toute la population est réalisée tous les cinq ans, les populations de référence des années intermédiaires étant quant à elles estimées par interpolation ou extrapolation. Pour la commune, le premier recensement exhaustif entrant dans le cadre du nouveau dispositif a été réalisé en 2006.
En 2022, la commune comptait 205 habitants, en évolution de +7,89 % par rapport à 2016 (Drôme : +2,64 %, France hors Mayotte : +2,11 %).
| 1793  | 1800  | 1806  | 1821  | 1831  | 1836  | 1841  | 1846 | 1851 |
| ----- | ----- | ----- | ----- | ----- | ----- | ----- | ---- | ---- |
| 1 031 | 1 142 | 1 169 | 1 118 | 1 100 | 1 077 | 1 000 | 989  | 883  |

| 1856 | 1861 | 1866 | 1872 | 1876 | 1881 | 1886 | 1891 | 1896 |
| ---- | ---- | ---- | ---- | ---- | ---- | ---- | ---- | ---- |
| 882  | 881  | 893  | 870  | 836  | 775  | 719  | 685  | 685  |

| 1901 | 1906 | 1911 | 1921 | 1926 | 1931 | 1936 | 1946 | 1954 |
| ---- | ---- | ---- | ---- | ---- | ---- | ---- | ---- | ---- |
| 677  | 664  | 580  | 487  | 440  | 427  | 391  | 348  | 289  |

| 1962 | 1968 | 1975 | 1982 | 1990 | 1999 | 2006 | 2011 | 2016 |
| ---- | ---- | ---- | ---- | ---- | ---- | ---- | ---- | ---- |
| 283  | 257  | 205  | 197  | 168  | 183  | 144  | 143  | 190  |

| 2021 | 2022 | - | - | - | - | - | - | - |
| ---- | ---- | - | - | - | - | - | - | - |
| 206  | 205  | - | - | - | - | - | - | - |

### Enseignement
La commune est rattachée à l'académie de Grenoble.

### Manifestations culturelles et festivités
- Fête : le quatrième dimanche d'août[13].

### Loisirs
- Pêche[13].

### Médias
Le territoire de la commune se situe dans l'aire de diffusion de plusieurs médias :
- Presse écrite
  - Le Dauphiné libéré, quotidien régional qui consacre, chaque jour, y compris le dimanche, dans son édition de « La vallée de la Drôme » un ou plusieurs articles à l'actualité du canton et de la commune, ainsi que des informations sur les éventuelles manifestations locales, les travaux routiers, et autres événements divers à caractère local.
  - L'Agriculture Drômoise, journal d'informations agricoles et rurales, couvre l'ensemble du département de la Drôme.
  - Drôme Hebdo (ancien Peuple Libre), hebdomadaire chrétien d'informations.
  - Journal du Diois et de la Drôme.
- Presse audio-visuelle
  - France Bleu est une radio publique diffusée sur son territoire.

### Cultes
L'église paroissiale et la communauté catholique de la commune relèvent de la Paroisse Sainte Famille du Crestois dont la maison paroissiale est située à Crest. Cette paroisse est rattachée au diocèse de Valence.

## Économie
En 1992 : noyers, lavande (distillerie), pâturages (ovins, caprins).
- Produits locaux : fromage le Picodon[13].
- Foires : les 10 février, 20 avril, 2 juin, le lundi après le quatrième dimanche d'août, le 22 septembre, le 16 octobre, le 14 décembre[13].

### Tourisme
- Camping municipal[13].
- Chambres d'hôte[13].

## Culture locale et patrimoine

### Lieux et monuments
- Ruines de château[13].
- Église Saint-Nazaire-et-Saint-Celse de Saint-Nazaire-le-Désert du XVIe siècle sur l'eau[13].
- Chapelle restaurée[13].

### Héraldique, logotype et devise
|  | Saint-Nazaire-le-Désert possède des armoiries dont l'origine et le blasonnement exact ne sont pas disponibles. |